# Mariana Tschudi
Mariana Tschudi (Lima, 1979) es una artista audiovisual y cineasta peruana.enfocada en la creación de videoarte y documentales centrados en temas ambientales, presentando su trabajo en diversas plataformas internacionales.Ha dirigido películas como Pacificum, el retorno al océano expuesto en distintos festivales internacionales. Es conocida por su enfoque en la conservación del medio ambiente y la sensibilización sobre la biodiversidad a través del arte. Su trabajo ha sido reconocido en múltiples ocasiones, recibiendo premios tanto en el ámbito científico como artístico.

## Biografía
Mariana Tschudi inició su formación artística en la Escuela de Arte Corriente Alterna en Lima. Continuó sus estudios en los Estados Unidos en la Escuela de Diseño de Rhode Island, donde se graduó en 2004. Además, completó un máster en Artes Digitales en el Camberwell College of Arts en Londres, ampliando su enfoque en la integración de tecnología y arte.

## Trayectoria
Su trabajo fue presentado en galerías y ferias como el Robert Flaherty Film Festival en Nueva York, la Feria de Arte Scope en Miami, así como en festivales especializados en videoarte, como el Festival Iberoamericano de VideoArte en el Centro Cultural de España y el Festival de Cine Experimental (VAEFF) en Nueva York.
Mariana Tschudi ha explorado temas relacionados con las prácticas espirituales y medicinales indígenas, especialmente a través del uso de plantas sagradas como la ayahuasca.